# Herbert Flam

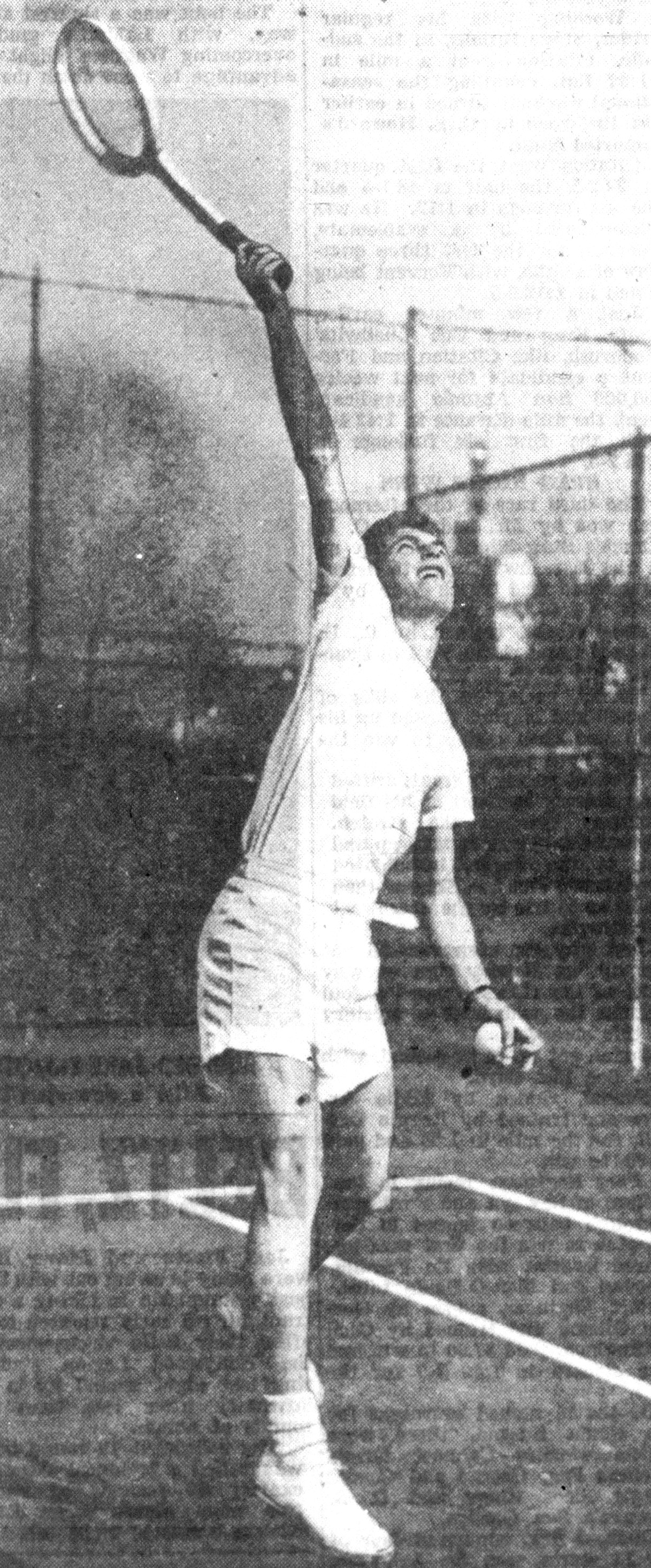
Herbert Flam (7 de noviembre de 1928 - 25 de noviembre de 1980)

Herbert Flam (7 de noviembre de 1928 - 25 de noviembre de 1980) fue un jugador de tenis de los Estados Unidos recordado por haber alcanzado la final del US National Singles Championships en 1950 y del Campeonato Francés en 1957.

## Torneos de Grand Slam

### Finalista individuales (2)
| Año  | Torneo                            | Oponente en la final | Resultado           |
| 1950 | US National Singles Championships | Art Larsen           | 3-6 6-4 7-5 4-6 3-6 |
| 1957 | Campeonato Francés                | Sven Davidson        | 3-6 4-6 4-6         |